# Durynkové
Durynkové (v latinských pramenech Thuringi nebo Thoringi) byli příslušníci jednoho ze západogermánských kmenů, které sídlily mezi Labem, Sálou a Krušnými horami. Na tomto území vytvořily poměrně mocnou říši, o níž jsou první zprávy v pramenech kolem roku 400. K jejímu rozmachu došlo především po pádu Hunů v polovině 5. století. Roku 531 byla říše Durynků dobyta Franky a zanikla.
Durynkové postupně splynuli s ostatními německými kmeny, ovšem zůstal po nich název historické země – Durynska (ve středověku lankrabství v rámci Svaté říše římské, od roku 1990 spolková země SRN).